# The Artist (film)
|                                                                       |  |  |
| Jean Dujardin en Bérénice Bejo op het Filmfestival van Cannes in 2011 |  |  |

The Artist is een Franse stomme film uit 2011 die in zwart-wit opgenomen werd. De film werd geschreven en geregisseerd door Michel Hazanavicius. Hoofdrolspelers zijn Jean Dujardin en Bérénice Bejo. Dujardin won voor zijn rol de prijs van beste acteur op het Filmfestival van Cannes.
De film werd zes keer genomineerd voor een Golden Globe, waarvan hij er drie won, onder meer de prijs voor beste komische of muzikale film. Verder won hij zeven BAFTA Awards en vijf Oscars.

## Verhaal
De film speelt in Hollywood van 1927. George Valentin, een ijdele maar sympathieke ster van de stomme film, viert samen met zijn geliefde hondje een triomf in een avonturenfilm (A Russian Affair). Hij ontmoet een jonge bewonderaarster, Peppy Miller, die zich ontpopt tot een ambitieuze actrice en danseres. Dankzij hem wordt zij zijn nieuwe tegenspeelster in een nieuwe romantische film (A German Affair). Ze wordt verliefd op hem en voert een fraaie pantomime uit met zijn pandjesjas.
Anders dan zij ziet hij niets in de opkomende geluidsfilm (talkie) waar zij carrière mee maakt (de film Beauty Spot, het vlekje op haar bovenlip dat Valentin bedacht), terwijl hij ontslagen wordt door de studiobaas en zijn zelfgeproduceerde stomme film Tears of Love flopt. Hij heeft een komische droom over een rol in een geluidsfilm. Zijn huwelijk loopt op de klippen, hij raakt aan lager wal, ontslaat zijn bediende en laat zijn huisraad veilen. Na een hallucinatie verbrandt hij al zijn films op een na, die met Peppy. Zijn hond redt hem uit de brand, waarna Peppy hem in haar huis opneemt om te herstellen.
Peppy chanteert de studiobaas met de eis dat zij alleen samen met Valentin in haar nieuwe film Sparkle of Love wil spelen. Valentin kan deze rol maar moeilijk aanvaarden, temeer daar hij in Peppy's huis al zijn oude huisraad ontdekt, destijds heimelijk opgekocht door Peppy. Dit kan hij niet accepteren, waarna hij wegloopt en op zijn oude adres een zelfmoord beraamt. Maar Peppy onderneemt een gevaarlijke autorit naar hem toe, botst tegen een boom (tekstbord Bang) bij Valentin voor de deur op het moment dat we zijn fatale schot verwachten en redt hem. Zij bedenkt voor hun gezamenlijke geluidsfilm een tapdansnummer - à la Ginger Rogers en Fred Astaire - dat bijzonder in de smaak valt bij de studiobaas. Terwijl ze uithijgen gaat het geluid aan.

## Bijzonderheden
De film is geheel in zwart-wit, zonder gesproken woord, behalve in de laatste minuut. Wel is er voortdurend suggestieve piano- en orkestmuziek van Ludovic Bource. De stijl van de stomme film op zijn hoogtepunt wordt effectief geïmiteerd: sterke mimiek (bekkentrekken, mugging) en gebaren van de spelers, krachtige beelden, humor en de karakteristieke minimale tussentitels. De film verwijst naar de overgang in Hollywood van de stomme naar de geluidsfilm in de jaren 1928-1929 die ertoe leidde dat alle aandacht naar het nieuwe medium ging, ten koste van bijvoorbeeld de stomme film City Lights, volgens Orson Welles de beste film van Charlie Chaplin. The Artist kreeg een uitstekende waardering van 9,7 (op 10) op de recensiewebsite Rotten Tomatoes. Er waren ook paar andere films waarin de overgang van de stomme film naar de geluidsfilm een belangrijke rol speelt zoals Sunset Boulevard (1950), Singin' in the Rain (1952) en The Aviator (2004).

## Rolverdeling
- Jean Dujardin als George Valentin
- Bérénice Bejo als Peppy Miller
- John Goodman als Al Zimmer
- James Cromwell als Clifton
- Missi Pyle als Constance
- Penelope Ann Miller als Doris
- Malcolm McDowell als The Butler
- Bitsie Tulloch als Norma
- Beth Grant als Peppy's Maid
- Ed Lauter als Peppy's First Chauffeur
- Jen Lilley als Onlooker
- Nina Siemaszko als Admiring Woman
- Jewel Shepard als Flapper Starlet
- Basil Hoffman als Auctioneer
- Ben Kurland als Casting Assistant
- Ken Davitian als Pawnbroker

## Filmmuziek
Van de film werd ook een muziekalbum uitgebracht. De Franse componist Ludovic Bource maakte de muziek voor de film. Het Brussels Philharmonic onder leiding van de Nederlandse dirigent Ernst van Tiel namen het album op in de Flagey's Studio 4 in Brussel in april 2011. Op 10 oktober 2011 werd het album uitgebracht. Op 10 maart 2012 kwam het album op de 52ste plaats binnen in de Vlaamse Ultratop 100 albumlijst.

### Hitnotering

#### VlaamseUltratop 100Albums
| Hitnotering: 10-03-2012 t/m 17-03-2012 | Hitnotering: 10-03-2012 t/m 17-03-2012 | Hitnotering: 10-03-2012 t/m 17-03-2012 | Hitnotering: 10-03-2012 t/m 17-03-2012 |
| Week:                                  | 1                                      | 2                                      |                                        |
| -------------------------------------- | -------------------------------------- | -------------------------------------- | -------------------------------------- |
| Positie:                               | 52                                     | 78                                     | uit                                    |